# Hadula halodeserti
Hadula halodeserti là một loài bướm đêm trong họ Noctuidae.